# Saša Hiršzon
Saša Hiršzon (* 14. Juli 1972 in Varaždin, Jugoslawien) ist ein ehemaliger kroatischer Tennisspieler und -trainer.

## Leben
Hiršzon begann im Alter von sechs Jahren Tennis zu spielen. Sein erstes Turnier auf der ATP Challenger Tour spielte er 1989 in Genua, dort erreichte er zudem die zweite Runde. 1991 erreichte er das Einzelfinale des Challenger-Turniers von Reggio Calabria, wo er Lars Koslowski unterlegen war. Im Juli 1993 erreichte er  beim Challenger-Turnier von Tampere an der Seite von Christian Ruud erstmals ein Doppelfinale. In der darauf folgenden Woche gelang beiden der Turniersieg in Montauban. Nachdem Hiršzon bisher mit wechselnden Partnern gespielt hatte, trat er im August 1993 in Kitzbühel erstmals an der Seite von Goran Ivanišević auf, der bis 1998 sein bevorzugter Doppelpartner bleiben sollte. Diese Partnerschaft bedeutete für Hiršzon einen wichtigen Karriereschritt, denn in der Folge traten beide erfolgreich auf der ATP World Tour auf. Im Laufe seiner Karriere konnte er je zwei Turniersiege im Doppel auf der ATP World Tour und der ATP Challenger Tour erringen. Seine höchste Notierung in der Tennis-Weltrangliste erreichte er 1993 mit Position 214 im Einzel sowie 1997 mit Position 85 im Doppel.
Sein bestes Ergebnis bei einem Grand-Slam-Turnier war das Erreichen der dritten Runde der Doppelkonkurrenz von Wimbledon 1997. An der Seite von Sander Groen unterlag er den späteren Finalisten Jacco Eltingh und Paul Haarhuis. Im Einzel konnte er sich nie für ein Grand Slam Turnier qualifizieren.
Hiršzon spielte zwischen 1994 und 1998 14 Einzel- sowie 9 Doppelpartien für die kroatische Davis-Cup-Mannschaft. Bei den Olympischen Sommerspielen 1996 trat er im Doppel für Kroatien an. An der Seite von Goran Ivanišević erreichte er das Viertelfinale, wo beide den späteren Bronzemedaillisten David Prinosil und Marc-Kevin Goellner aus Deutschland unterlagen.

## Turniersiege
| Legende                       |
| Grand Slam                    |
| Tennis Masters Cup            |
| ATP Masters Series            |
| ATP International Series Gold |
| ATP International Series (2)  |
| ATP Challenger Tour (2)       |

### Doppel
| Nr. | Datum | Turnier   | Belag     | Partner          | Finalgegner                  | Ergebnis |
| --- | ----- | --------- | --------- | ---------------- | ---------------------------- | -------- |
| 1.  | 1993  | Montauban | Sand      | Christian Ruud   | Massimo Cierro Ugo Colombini | 6:1, 6:2 |
| 2.  | 1995  | Heilbronn | Teppich   | Goran Ivanišević | Martin Sinner Joost Winnink  | 6:4, 6:4 |
| 3.  | 1995  | Bordeaux  | Hartplatz | Goran Ivanišević | Henrik Holm Danny Sapsford   | 6:3, 6:4 |
| 4.  | 1997  | Zagreb    | Teppich   | Goran Ivanišević | Brent Haygarth Mark Keil     | 6:4, 6:3 |